# Lewis Grabban
Lewis James Grabban, född 12 januari 1988, är en engelsk före detta fotbollsspelare. Grabban har under sin karriär spelat för bland annat Crystal Palace, Oldham Athletic, Motherwell, Millwall, Brentford, Rotherham United och Norwich City.

## Karriär
Grabban gjorde sin Premier League-debut spelandes för Norwich City den 8 augusti 2015 i en 3–1-förlust mot Crystal Palace. Den 26 juli 2017 lånades Grabban ut till Sunderland över säsongen 2017/2018. Grabban debuterade och gjorde sitt första mål för Sunderland den 4 augusti 2017 i en 1–1-match mot Derby County. Den 13 augusti 2017 gjorde Grabban två mål samt ett självmål i en 3–1-vinst över hans tidigare klubb Norwich City. Efter att ha gjort 12 mål på 20 matcher återvände Grabban den 5 januari 2018 till Bournemouth.
Den 31 januari 2018 lånades Grabban ut till Aston Villa över resten av säsongen 2017/2018.
Den 6 juli 2018 värvades Grabban av Nottingham Forest, där han skrev på ett fyraårskontrakt. Den 24 augusti 2022 värvades Grabban av Al-Ahli i saudiska andradivisionen.